# Tauramena
Tauramena es un municipio colombiano en la zona sur-occidental del departamento de Casanare.

## Toponimia
El vocablo Taburamena según el etnógrafo fray P. Fabo en su obra "Idiomas y Etnografía de la Región Oriental de Colombia", afirma que dentro de la etimología de algunos pueblos y lugares de Casanare, se presenta el término menoa o mena que quiere decir agua, en Achagua y que los distintos sufijos que acompañan este vocablo en la toponimia llanera significan distintas cualidades o calificativos a mena o agua. 

## División Político-Administrativa
Además de su Cabecera municipal. Tauramena tiene constituido el corregimiento La Cusiana.
Los demás centros poblados no hace parte de ningún otro corregimiento o no se ha definido si está bajo jurisdicción del corregimiento de La Cusiana:
- Aceite Alto
- Carupana
- Raizal
- Tunupe

### Veredas
El municipio cuenta con 35 veredas: Aguablanca, Aguamaco, Batallera, Bendiciones, Cabañas, Chaparral, Chitamena Alto, Chitamena Bajo, Corocito, Cuernavaca, Delicias, El Güira, El Oso, Guafal, Guichire, Iquia, Jagüito, Juve, La Esmeralda, La Lucha, Zambo, La Urama, Lagunitas, Monserrate Alto, Monserrate La Vega, Palmar, Piñalito, San José, Trompillos, Vigía, Visinaca.

## Historia
Nombre del/los fundador (es): Pedro Ordóñez de Vargas

### Primeros pobladores
El territorio donde hoy se encuentra el asentamiento de Tauramena, llegó a llamarse Provincia de los Achaguas por estar habitada por indígenas cusianas provenientes de esta gran familia; cronistas e historiadores los mencionan con diferentes vocablos: ajaguas, axaguas, jaguas, xaguas, yaguas, cuyo dominio territorial se extendía por todo el piedemonte llanero desde las regiones falconianas en Venezuela hasta el territorio de Casanare.
Los achaguas fueron los nativos llaneros de mayor desarrollo sociocultural y económico al servir de intercambio entre las comunidades del llano y los muiscas de las meseta cundiboyacense. A ellos se les atribuye la creación y el uso de la quiripa, como la primera moneda que sirvió para intercambiar sus productos.
Los achaguas supieron imaginarse un origen muy pintoresco que dio como resultado una organización clánica: unos se creían hijos de los troncos y se llamaban Aaycuverrenais significaba que vivían en la selva y se alimentaban de sus productos; otros ideaban su origen en los ríos por lo que se hacían llamar Univerrenais que significaba nacidos y moradores en las márgenes de los ríos.

### Los achaguas tenían un Dios invisible
el Cuaguerry: "el que todo lo ve" .
Al igual que otras comunidades llaneras practicaban el enterramiento de sus muertos cerca de sus pertenencias, entre otras costumbres y rituales. 

### Fundación
La fundó en 1663 el gobernador Pedro Ordóñez de Vargas con un número indeterminado de aborígenes Achaguas procedentes de los ríos Upía y Cusiana.
Ante lo inhóspito del paraje, la población fue trasladada a orillas del río Chitamena, donde empezó a llamarse: Barro-blanco; y allí soportó la ruinosa guerra de la independencia. Los padres Candelarios ejercieron su apostolado teniendo a Barro-blanco como puesto de misión y luego decidieron trasladar a Barro-blanco de las costas del río Chitamena a la meseta donde actualmente se encuentra, y lo llamaron Tauramena. Tauramena registró un notable crecimiento de población tras la bonanza petrolera.

### Consolidación de Tauramena
Al declararse la guerra de la década del cincuenta, Tauramena fue incendiada, destruida y desalojada; sin embargo, fue Tauramena uno de los lugares del Llano donde se realizó entrega de armas, una vez se llegó a un acuerdo entre la guerrilla liberal y el gobierno que había sido tomado por el General Rojas Pinilla.
Terminada la lucha fue agregado como corregimiento de Aguazul pero en 1961 la Asamblea de Boyacá lo elevó al rango de municipio. Desde 1995, empezó a recibir participación en regalías por la explotación de yacimientos petroleros de su subsuelo, Tauramena se proyecta como uno de los más ambiciosos programas de desarrollo infraestructural. 
Gracias a la bonanza petrolera y a pesar de las diversas dificultades de orden público, conflictos de orden social, el Municipio cuenta con todos los servicios básicos, los cuales se han ido extendiendo al sector rural.

## Geografía
Descripción Física
El municipio de Tauramena se localiza sobre una meseta alargada en la zona suroccidental del Departamento de Casanare; tiene una extensión aproximada de 2607.2 km² equivalentes al 5.8 % del total del departamento, cuya extensión es de 44640 km². 
Ambas entidades territoriales se ubican en la región natural conocida como Orinoquia colombiana que tiene una extensión de 254.445 km², equivalentes al 22.3% de la superficie nacional. Su cabecera municipal se localiza a los 5.01'07" de latitud norte y 72.45'19" de longitud Oeste

## Límites
El municipio de  Tauramena limita:
- Al Norte con Chámeza, Recetor, Aguazul;
- Al Este con Aguazul y Maní;
- Al Oeste con Villanueva, Monterrey y el departamento de Boyacá;
- Al Sur con el departamento del Meta

Extensión total:2607.2 km²
Extensión área urbana:2.44 km²
Extensión área rural:2604.75 km²
Altitud de la cabecera municipal (metros sobre el nivel del mar): 460
Temperatura media: 25.3 °C en su parte plana, con valores máximos que oscilan entre 33.6 °C y 39.8 °C y mínimos que oscilan entre 12 °C y 19 °C

## Economía
Con una economía basada en la producción de hidrocarburos, que a partir de la década de 1990 ha desplazado a la economía agropecuaria influyendo en la cultura, el crecimiento y el desarrollo del Municipio posicionándolo en condiciones óptimas en cuanto a la prestación de servicios públicos, infraestructura y talento humano. 
Produciendo grandes beneficios sociales y generando nuevas dinámicas poblacionales, el Municipio se encuentra en una situación coyuntural en donde se plantea el redireccionamiento y despetrolización de la economía y su reactivación a través de la dinamización de las actividades agropecuarias que tienen posibilidades en los mercados nacionales e internacionales y que a la luz de libre comercio y la eliminación de fronteras representan potencialidades o amenazas. 
Ganadería
El municipio de Tauramena, ha tenido vocación ganadera por tradición; para el año 2024, el inventario ganadero es de 145.000 cabezas (SIT FEDEGAN FNG – Proyecto Local de Tauramena).
Los sistemas de explotación que se manejan en el municipio son cría, doble propósito, levante y ceba, la gran mayoría, de tipo extensivo, con una relación de una cabeza. En el sector de la ganadería se destacan la producción y comercialización de leche fresca natural y sus derivados para los consumidores de la región, la comercialización de ganado en pie y la oferta a los ganaderos de bovinos comerciales de alta calidad genética. 
Agricultura
A excepción de los cultivos de arroz, que se localizan en las áreas de sabana y vegas de los ríos Cusiana, Túa y Meta, tradicionalmente en el municipio, se practica la agricultura asociada a la modalidad de conuco donde se cosecha plátano, maíz y yuca cuyo principal objetivo es el autoconsumo. 
Sin embargo, este reglón ha tomado mayor importancia pues se están trabajando otros sistemas de producción como la palma africana, el maíz, la caña y los frutales, con objetivos comerciales. Piscicultura Este reglón se ha venido trabajando, especialmente en la zona alta del municipio, desde hace varios años de forma extensiva, es decir con bajas densidades de siembra, con cultivos de cachama (70%), principalmente, y mojarra (25%) entre otros.

## Servicios públicos
Parte de los servicios públicos en el municipio de Tauramena son prestados por la empresa EMSET S.A
Acueducto
Cuenta con 97% de cobertura en el casco urbano
Alcantarillado
Cuenta con 97% de cobertura en el casco urbano
Aseo
Cuenta con 99% de cobertura en el casco urbano, los residuos son llevados a la planta de reciclaje municipal en el corregimiento de Paso Cusiana, donde son gestionados de forma adecuada.
Energía Eléctrica
Cuenta con 99% de cobertura en el casco urbano, prestado por ENERCA S.A.
Gas Natural
Cuenta con 99% de cobertura en el casco urbano, prestado por Cusianagas S.A.

## Comunicación
El municipio cuenta con servicio de internet hogar prestado por las empresas Movistar, DirecTV, Comunicamos+ y OITI.
El municipio cuenta con el servicio de todos los operadores de telefonía celular presentes en el país:
- Tigo (Colombia)
- Movistar (Colombia)
- WOM (Colombia)
- Claro (Colombia)
- Operadores Móviles Virtuales

## Vías de comunicación
Aéreas
La vía aérea más cercana al Municipio de Tauramena es a través del Aeropuerto El Alcaraván de la ciudad de Yopal quedando a 50 minutos por vía terrestre.
Terrestres
- Bogotá - Villavicencio - Cumaral - Villanueva - Monterrey - Tauramena

- Bogotá - El Sisga - Guateque - Aguaclara - Monterrey - Tauramena

- Bogotá - Tunja - Sogamoso - Aguazul - Tauramena

El municipio de Tauramena se conecta a la Marginal de la Selva Ruta Nacional 65 (Colombia), también llamada Carretera Marginal de la Selva por medio de una vía doble calzada con un tramo de 7 km desde el corregimiento de Paso Cusiana 

## Emisoras de radio
- Candela Estéreo (Radiópolis/WV Radio): conocida en la región como Candela Casanare. Transmite desde Tauramena para Yopal y otros municipios en la frecuencia 94.7 FM.

- La Frecuencia: conocida en la región como "La radio comunitario del pueblo", siendo la radio que escuchan los taurameneros. Transmite desde Tauramena para todos los oyentes del municipio en la frecuencia 107.7 Fm

## Regalías
Desde 1995, empezó a recibir participación en regalías por la explotación de yacimientos petroleros de su subsuelo, Tauramena se proyecta con uno de los más ambiciosos programas de desarrollo infraestructural.
En Tauramena actualmente se encuentran en vía de ejecución proyectos de implementación del cultivo de palma africana, en la parte sur del municipio; se espera que esta iniciativa ayude al desarrollo de la región.

## Turismo
Tauramena', hoy, es una ciudad pequeña, bonita y muy tranquila, de calles amplias y limpias, su estructura urbana se proyecta acorde al desarrollo moderno, su acervo cultural se constituye en patrimonio de sus habitantes.
Sus principales sitios turísticos son:
- Arca de Noe, Torres de Egipto.
- Oasis Eco park, piscina natural, puente tibetano, bici cable.
- Casas al revés.
- Balcones del cacique, con el columpio más alto de Colombia, camping, cascada, mirador, comida y arte.
- Laguna en forma de corazón. El Juncal
- La ruta del Mohán.
- Centro ecoturístico Ruta Salvaje.
- Zona D, Restaurante, cabañas campestres y parque temático.
- Cascada el Zambo ubicada a 30 minutos del casco urbano.
- Quebrada Aguablanca ubicada a 5 minutos del casco urbano.
- Río Caja ubicado a 5 minutos del casco urbano.
- Río Chitamena ubicado a 30 minutos del casco urbano.
- Laguna del Juncal Ubicado a 40 minutos del casco urbano.
- Cascada de los Farallones ubicado a 30 minutos del casco urbano.
- Cascada los Balcones ubicado a 45 minutos del casco urbano.